# Megachile mojavensis
Megachile mojavensis är en biart som beskrevs av Mitchell 1934. Megachile mojavensis ingår i släktet tapetserarbin, och familjen buksamlarbin. Inga underarter finns listade i Catalogue of Life.